# 세르게이 다비도프
세르게이 세르게예비치 다비도프(러시아어: Сергей Сергеевич Давыдов, 1985년 7월 22일 ~)는 러시아의 전 축구 선수로, 현역 시절 포지션은 공격수였다.
다비도프는 모스크바 출신으로, 러시아 퍼스트 디비전 (러시아 2부 리그)의 FC 디나모 브랸스크에서 선수 생활을 시작하였다. 디나모 브랸스크에서 꾸준히 주전으로 출전한 다비도프는, 2008년 FC 토르페도 모스크바로 이적하였다. 하지만 18경기에 출전해 3골에 그치는 부진한 성적을 냈다. 2009년, FC 볼가-가스트롬 아스트라한 (FC Volgar-Gazprom Astrakhan)로 이적했으며, 팀 내에서 최다 득점을 기록하며 팀의 퍼스트 디비전 잔류에 기여하였다.
2010년, 볼가-가스트롬 아스트라한에서의 인상적인 활약으로 FC 쿠반 크라스노다르로 자리를 옮겼다. 다비도프는 이적 직후 바로 주전 자리를 잡고 10골을 터뜨리며 쿠반 크라스노다르를 러시아 프리미어리그 승격으로 이끌었다. 2011년 3월, 러시아 프리미어리그 개막전 루빈 카잔 전에서 러시아 프리미어리그 데뷔전을 치렀으며, 이후 계속된 인상적인 활약을 토대로 2012년 2월 루빈 카잔으로 이적하였다.